# از میان مردگان

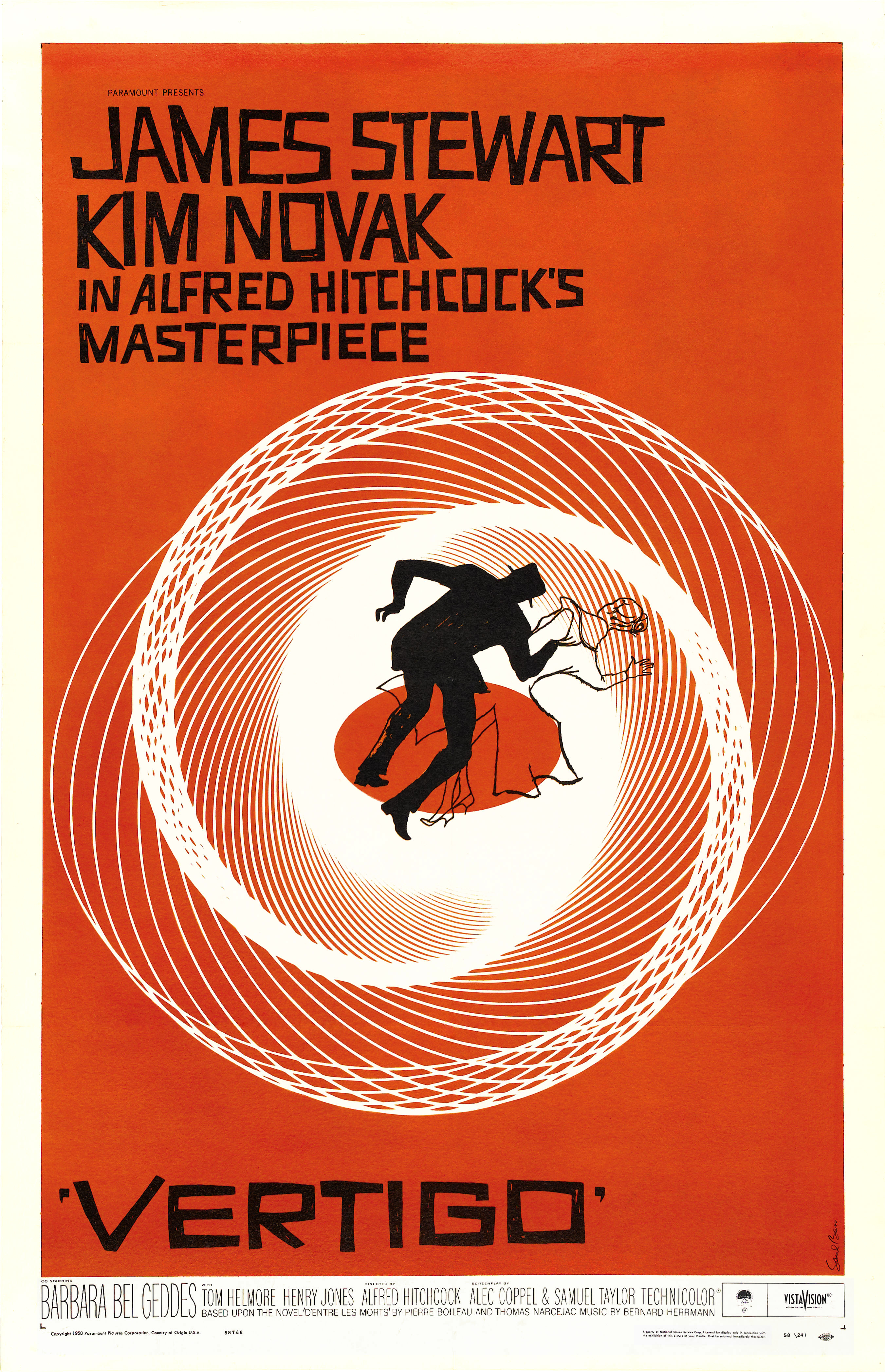
پوستر فیلم سرگیجه

از میان مردگان (فرانسوی: D'entre les morts, "Among the Dead"‎) یک کتاب رمان با داستان جنایی از نویسندگان فرانسوی بوالو-نارسژاک است که در سال ۱۹۵۴ نوشته شد.
آلفرد هیچکاک کارگردان شهیر انگلیسی، فیلم سرگیجه را با اقتباس از این رمان در سال ۱۹۵۸ روی پرده سینما برد.
از میان مردگان معروفترین رمان این دو نویسنده جنایی‌نویس است و با نام‌های سرگیجه و عرق سرد هم منتشر شده‌است. داستان رمان با فیلمی که هیچکاک ارائه می‌دهد تفاوت‌هایی دارد و از نظر ظرافت، هیجان و درک بهتر، قلم کتاب از فیلم‌نامه جلوتر است ولی از نظر سیر داستانی و سرانجام یکسان است.
این کتاب بدون فیلم هیچکاک هم جای خود را در بین رمان‌های ماندگار جنایی باز می‌کرد چون بوالو-نارسژاک از جنایت حادثه‌ای می‌سازند که از رویارویی هیجانات و دل مشغولی‌ها به وجود می‌آید و به تعبیر روژه کایوآ در «قدرت‌های رمان»: «رمان پلیسی دیگر بازی ذهنی مستقل از داده‌های ملموس نیست، رمان پلیسی به رمان واقعی تبدیل می‌شود یعنی آئینه عکس العمل‌های انسان در اجتماعی که در آن جای دارد.

## داستان
قهرمان رمان، کارآگاه بازنشسته «فلاویر» قربانی توطئه‌ای از طرف دوست نزدیکش «ژوین» می‌شود که با دقت و مهارت تمام طرح‌ریزی شده‌است، سری آزار دهنده که شکنجه اش چون قابل توجیه نیست مؤثر می‌افتد.
ماجرای داستان در پاریس و بندر مارسی فرانسه می‌گذرد. بخشی از رمان:
«... ساعت دو در میدان اتوال انتظارش را می‌کشید. مادلن همیشه سروقت در وعده‌گاه حاضر می‌شد.
وقتی او را دید گفت: «عجب، امروز لباس سیاه پوشیدی!»
مادلن اعتراف کرد: «خیلی از سیاه خوشم می‌آید، اگر دست خودم بود همیشه سیاه می‌پوشیدم»
- چرا؟ رنگ سیاه دلگیر است.
- نخیر، برعکس. افکار آدم را مهم جلوه می‌دهد، آدم مجبور می‌شود خود را جدی بگیرد.
- اگر آبی یا سبز بپوشی چی؟
- نمی‌دانم. حس می‌کنم رودخانه یا باغ می‌شوم… وقتی بچه بودم تصور می‌کردم رنگ‌ها قدرتی جادویی دارند… برای همین هم دلم می‌خواست نقاشی کنم.
بازوی فلاویر را گرفت. با چنان حالتی از تسلیم که متاثرش کرد…»